# Ceres Esporte Clube
O Ceres Esporte Clube é um clube de futebol brasileiro, com sede em Ceres, no estado de Goiás.
Popularmente conhecido como o Leão do Vale, disputa os seus jogos no Estádio Centro Olímpico.

## Títulos
| ESTADUAIS | ESTADUAIS                             | ESTADUAIS | ESTADUAIS         |
|           | Competição                            | Títulos   | Temporadas        |
| --------- | ------------------------------------- | --------- | ----------------- |
|           | Campeonato Goiano - Divisão de Acesso | 3         | 1966, 1968 e 1992 |
|           | Campeonato Goiano do Interior         | 2         | 1959 e 1964       |